# Śląskie Centrum Społeczeństwa Informacyjnego

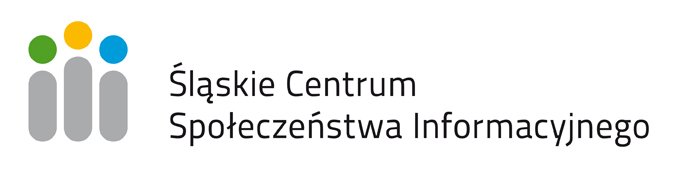
Logo

Śląskie Centrum Społeczeństwa Informacyjnego (ŚCSI) – wojewódzka samorządowa jednostka organizacyjna. Podstawą działalności jest statut. Zakres działania oraz strukturę organizacyjną określa Regulamin Organizacyjny Śląskiego Centrum Społeczeństwa Informacyjnego.
Centrum działa zgodnie z wdrożonym zintegrowanym systemem zarządzania, który obejmuje 3 standardy: PN-EN ISO 9001, PN-ISO/IEC 27001, PN-ISO/IEC 20000-1.
Decyzją Sejmiku Województwa Śląskiego (Uchwała Sejmiku nr VI/19/9/2020 z dnia 2020-04-20) jednostka została zlikwidowana.

## Informacje podstawowe
Śląskie Centrum Społeczeństwa Informacyjnego jest odpowiedzią na wyzwania współczesności stojące przed rozwojem nowoczesnego społeczeństwa w województwie śląskim.
Jednym z podstawowych działań jest realizacja i wdrażanie Strategii Rozwoju Społeczeństwa Informacyjnego.
Strategia koncentruje się na trzech głównych celach: rozwoju kompetencji cyfrowych, zwiększeniu dostępności danych publicznych oraz rozwoju elektronicznych usług publicznych. Będzie wspierać wzrost wydajności i konkurencyjności gospodarki, m.in. poprzez rozwój kompetencji cyfrowych mieszkańców województwa śląskiego i udostępnianie danych publicznych.
Realizacja strategii przyczyni się do podniesienia potencjału regionu w obszarach wybranych jako inteligentne specjalizacje, szczególnie w zakresie projektowania, świadczenia i korzystania z zaawansowanych technologii informacyjnych i komunikacyjnych.

## Zakres funkcjonowania
Działa w trzech obszarach:
- Usługi i treści
- Kapitał ludzki
- Infrastruktura

Usługi i treści – celem obszaru jest zwiększenie ilości i użyteczności usług i treści cyfrowych poprzez rozbudowę interoperacyjnych platform e-usług publicznych oraz tworzenie, integrację i promocję elektronicznej informacji i wiedzy o województwie.
- System Elektronicznej Komunikacji Administracji Publicznej[6] to strategiczny dla rozwoju regionu innowacyjny projekt samorządów gmin i powiatów Województwa Śląskiego.
- Otwarty Regionalny System Informacji Przestrzennej[7] jest to otwarta, cyfrowa platforma integrująca referencyjne i dziedzinowe zasoby informacyjne o charakterze przestrzennym w celu ich publikacji oraz świadczenia związanych z nimi usług on-line.

Kapitał ludzki – celem obszaru jest podniesienie poziomu świadomości i kompetencji w zakresie możliwości wykorzystania potencjału technologii informacyjnych i komunikacyjnych w sferze prywatnej i zawodowej mieszkańców województwa śląskiego, poprzez organizację i wspieranie inicjatyw, które umożliwiają wykorzystanie ICT, min. warsztaty, konferencje, seminaria oraz projekty wspierające rozwój kompetencji cyfrowych. Dzięki zdobywanej wiedzy więcej mieszkańców województwa śląskiego będzie wykorzystywać internet w życiu codziennym i zawodowym.
Infrastruktura – celem obszaru jest poprawa technicznej i ekonomicznej dostępności infrastruktury informacyjnej i komunikacyjnej na terenie województwa śląskiego.
- Śląska Regionalna Sieć Szkieletowa (ŚRSS) to 457 km sieci światłowodowej wybudowanej przez województwo śląskie na obszarach słabo rozwiniętych telekomunikacyjnie. ŚRSS umożliwia operatorom lokalnych sieci dostępowych świadczenie nowoczesnych usług szerokopasmowych, docelowo w zakresie NGN, stając się tym samym medium umożliwiającym znaczący rozwój usług IT w regionie. Dzięki czemu więcej gospodarstw domowych na terenie województwa będzie posiadało dostęp do szybkiego i taniego Internetu[9].
- Śląska sieć punktów dostępu do informacji (ŚSPI) uruchomiona w wybranych wojewódzkich jednostkach organizacyjnych 26 ogólnodostępnych punktów informatycznych – infokiosków wraz z Wi-Fi. Dzięki temu zapewniony został powszechny, bezpieczny dostęp do Internetu w kluczowych miejscach użyteczności publicznej regionu[10].